# Kuku-Ryku
Kuku-Ryku - debiutancki komiks Janusza Christy, o przygodach dwójki chłopców. Ich perypetie ukazywały się w tygodniku Przygoda w latach 1957–1958. Łącznie ukazało się 11 odcinków. Kilka z nich zostało wydrukowanych w specjalnym albumie „Kajtek, Koko i inni”, z 2004 r.

## Bohaterowie
Głównymi bohaterami są dwaj chłopcy - jasnowłosy Kuk i jego towarzysz Ryk. Mają mnóstwo pomysłów, które sprawiają dorosłym wiele problemów. Ich jedynym krewnym jest dziadek. Często wchodzą w drogę groźnemu zbójowi Makaremu.